# Martin Vingaard
Martin Vingaard Hansen (ur. 20 marca 1985 w Odense) – piłkarz duński grający na pozycji ofensywnego pomocnika. Od 2016 roku jest zawodnikiem klubu Tampa Bay Rowdies.

## Kariera klubowa
Karierę piłkarską Vingaard rozpoczynał w małych klubach Skt. Klemens i Dalum IF. Następnie odszedł do B 1913 z miasta Odense. W 2003 roku zadebiutował w pierwszym zespole w 1. division (II. szczebel rozgrywek). W 2005 roku spadł z B1913 do trzeciej ligi, w której występował przez rok. Latem 2005 roku został piłkarzem pierwszoligowego klubu Esbjerg fB. W nim swój debiut zanotował 27 listopada 2005 w zremisowanym 1:1 domowym spotkaniu z AC Horsens. W Esbjergu grał do końca 2008 roku i dwukrotnie wystąpił z nim w finale Pucharu Danii (w 2006 przegrany z Randers FC, a w 2008 z Brøndby IF).
Na początku 2009 roku Vingaard przeszedł do stołecznego klubu, FC København. W nim po raz pierwszy wystąpił 2 marca 2009 w wygranym 1:0 wyjazdowym meczu z Brøndby. Od czasu debiutu jest podstawowym zawodnikiem København. W 2009 roku wywalczył z tym klubem dublet – mistrzostwo oraz puchar kraju. Z kolei w 2010 roku obronił z København tytuł mistrzowski, a jesienią 2010 awansował do fazy grupowej Ligi Mistrzów. W sezonie 2012/2013 ponownie został mistrzem kraju.
Latem 2013 Vingaard przeszedł do FC Nordsjælland, a w 2016 do Tampa Bay Rowdies.
| Sezon   | Klub              | Kraj              | Rozgrywki   | Mecze | Bramki |
| ------- | ----------------- | ----------------- | ----------- | ----- | ------ |
| 2002/03 | B 1913            | Dania             | 1. division | 3     | 0      |
| 2003/04 | B 1913            | Dania             | 1. division | 26    | 3      |
| 2004/05 | B 1913            | Dania             | 2. division | 26    | 4      |
| 2005/06 | Esbjerg fB        | Dania             | Superligaen | 2     | 0      |
| 2006/07 | Esbjerg fB        | Dania             | Superligaen | 30    | 6      |
| 2007/08 | Esbjerg fB        | Dania             | Superligaen | 32    | 7      |
| 2008/09 | Esbjerg fB        | Dania             | Superligaen | 15    | 3      |
| 2008/09 | FC København      | Dania             | Superligaen | 12    | 1      |
| 2009/10 | FC København      | Dania             | Superligaen | 32    | 6      |
| 2010/11 | FC København      | Dania             | Superligaen | 21    | 7      |
| 2011/12 | FC København      | Dania             | Superligaen | 13    | 0      |
| 2012/13 | FC København      | Dania             | Superligaen | 19    | 2      |
| 2013/14 | FC Nordsjælland   | Dania             | Superligaen | 29    | 2      |
| 2014/15 | FC Nordsjælland   | Dania             | Superligaen | 31    | 1      |
| 2015/16 | FC Nordsjælland   | Dania             | Superligaen | 31    | 1      |
| 2016    | Tampa Bay Rowdies | Stany Zjednoczone | NASL        | 17    | 1      |
| 2017    | Tampa Bay Rowdies | Stany Zjednoczone | USL         | 23    | 0      |
| 2018    | Tampa Bay Rowdies | Stany Zjednoczone | USL         |       |        |

## Kariera reprezentacyjna
W swojej karierze Vingaard występował w młodzieżowych reprezentacjach Danii: U-19 i U-20. W dorosłej reprezentacji Danii zadebiutował 29 maja 2008 roku w zremisowanym 1:1 towarzyskim spotkaniu z Holandią. W swoim drugim występie, z Polską (1:1), rozegranym 1 czerwca 2008, strzelił pierwszego gola w kadrze narodowej.
| Mecze i gole w reprezentacji | Mecze i gole w reprezentacji | Mecze i gole w reprezentacji | Mecze i gole w reprezentacji | Mecze i gole w reprezentacji | Mecze i gole w reprezentacji | Mecze i gole w reprezentacji |
| #                            | Data                         | Stadion                      | Rywal                        | Wynik                        | Gol                          | Rozgrywki                    |
| 2008                         | 2008                         | 2008                         | 2008                         | 2008                         | 2008                         | 2008                         |
| ---------------------------- | ---------------------------- | ---------------------------- | ---------------------------- | ---------------------------- | ---------------------------- | ---------------------------- |
| 1.                           | 29.05.2008                   | Eindhoven, Holandia          | Holandia                     | 1:1                          | 0                            | towarzyski                   |
| 2.                           | 01.06.2008                   | Chorzów, Polska              | Polska                       | 1:1                          | 1                            | towarzyski                   |
| 3.                           | 20.08.2008                   | Kopenhaga, Dania             | Hiszpania                    | 0:3                          | 0                            | towarzyski                   |
| 4.                           | 06.09.2008                   | Budapeszt, Węgry             | Węgry                        | 0:0                          | 0                            | el. MŚ 2010                  |
| 5.                           | 19.11.2008                   | Brøndbyvester, Dania         | Walia                        | 0:1                          | 0                            | towarzyski                   |
| 2009                         |                              |                              |                              |                              |                              |                              |
| 6.                           | 11.02.2009                   | Ateny, Grecja                | Grecja                       | 1:1                          | 0                            | towarzyski                   |
| 2010                         |                              |                              |                              |                              |                              |                              |
| 7.                           | 07.09.2010                   | Kopenhaga, Dania             | Islandia                     | 1:0                          | 0                            | el. Euro 2012                |
| 8.                           | 08.10.2010                   | Porto, Portugalia            | Portugalia                   | 1:3                          | 0                            | el. Euro 2012                |